# Договір про приєднання (2003)

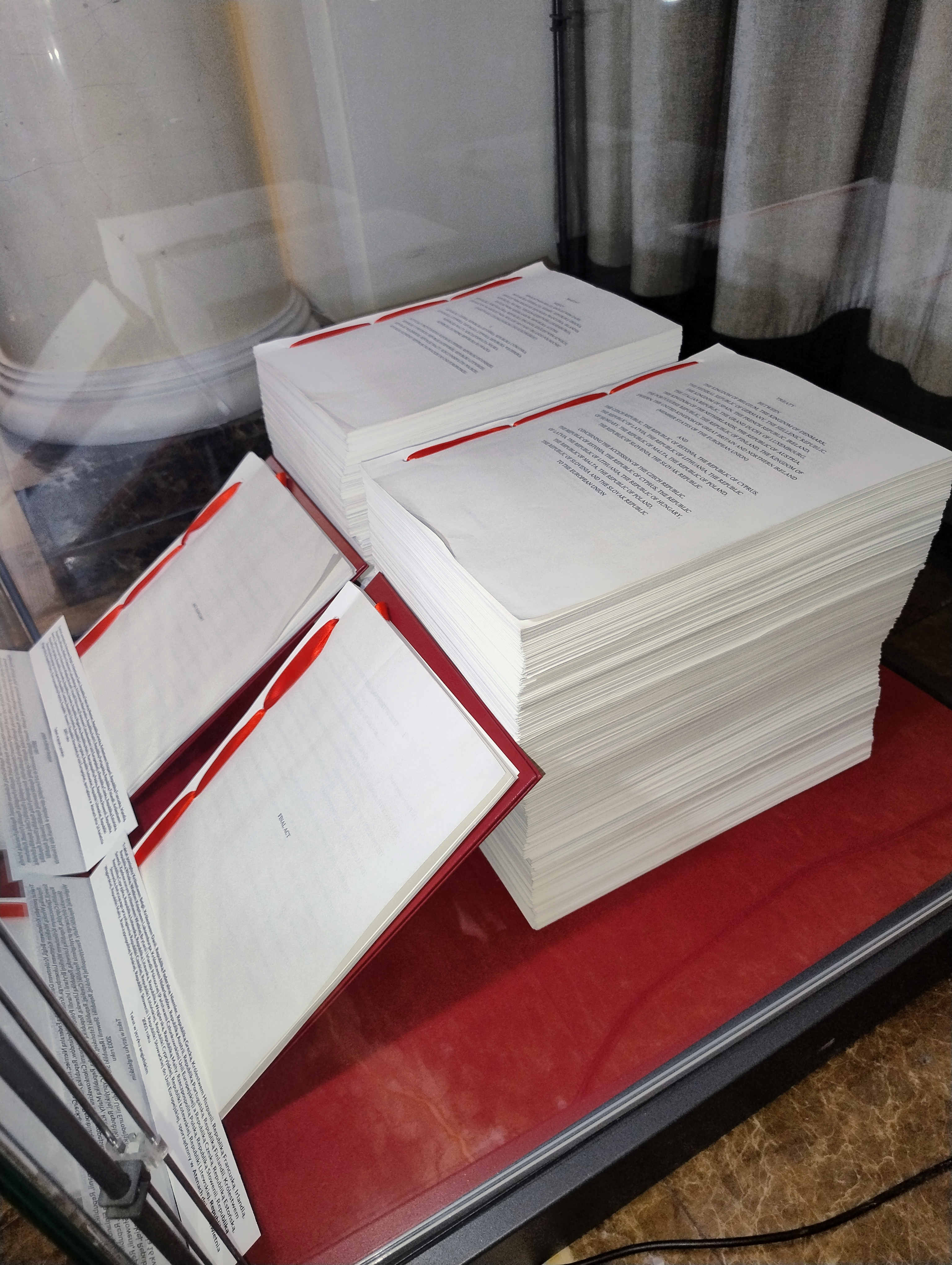
Договір про приєднання (2003)

Договір про приєднання 2003 року, також Афінський договір — договір Європейського Союзу про розширення і приєднання до нього 10 нових держав-членів: Чехії, Кіпру, Естонії, Угорщини, Латвії, Литви, Мальти, Польщі, Словаччини та Словенії, підписаний 16 квітня 2003 року в Афінах, Греція. Набув чинності 1 травня 2004 року, з моменту його ратифікації всіма 15 дійсними на той момент членами ЄС та новоприєднаними державами. Зміст договору є результатом переговорів, що завершилися в Копенгагені, Данія, 13 грудня 2002 року.
Договір заклав умови для приєднання десяти держав до Європейського Союзу і є частиною основного закону Союзу й має обов'язкову юридичну силу для держав-членів. Договір, включаючи всі ратифікаційні грамоти держав-членів, був переданий на зберігання уряду Італії в Римі, як і інші аналогічні договори про розширення ЄС. Він доступний в юридично обов'язковій версії на всіх офіційних мовах Європейського Союзу.
Приєднання Кіпру на практиці стосується лише південної частини острова, оскільки переговори про приєднання Північного Кіпру закінчилися невдачею. Однак ЄС формально визнає юрисдикцію Республіки Кіпр над усім островом, через відсутність міжнародного визнання Північного Кіпру.
У всіх країнах-претендентах на вступ до Європейською Союзу, за винятком Республіки Кіпр, відбулися офіційні референдуми щодо згоди їх населення на приєднання до Союзу.

## Офіційна назва
Офіційна юридична назва договору про розширення Європейською Союзу

Англійською:
Treaty between the Kingdom of Belgium, the Kingdom of Denmark, the Federal Republic of Germany, the Hellenic Republic, the Kingdom of Spain, the French Republic, Ireland, the Italian Republic, the Grand Duchy of Luxembourg, the Kingdom of the Netherlands, the Republic of Austria, the Portuguese Republic, the Republic of Finland, the Kingdom of Sweden, the United Kingdom of Great Britain and Northern Ireland (Member States of the European Union) and the Czech Republic, the Republic of Estonia, the Republic of Cyprus, the Republic of Latvia, the Republic of Lithuania, the Republic of Hungary, the Republic of Malta, the Republic of Poland, the Republic of Slovenia, the Slovak Republic, concerning the accession of the Czech Republic, the Republic of Estonia, the Republic of Cyprus, the Republic of Latvia, the Republic of Lithuania, the Republic of Hungary, the Republic of Malta, the Republic of Poland, the Republic of Slovenia and the Slovak Republic to the European Union.
Українською (переклад):
Договір між Королівством Бельгія, Королівством Данія, Федеративною Республікою Німеччина, Грецькою Республікою, Королівством Іспанія, Французькою Республікою, Ірландією, Італійською Республікою, Великим Герцогством Люксембург, Королівством Нідерланди, Республікою Австрія, Португальською Республікою, Фінляндією, Королівством Швеція, Сполученим Королівством Великої Британії та Північної Ірландії (держави-члени Європейського Союзу) та Чеською Республікою, Естонською Республікою, Республікою Кіпр, Латвійською Республікою, Литовською Республікою, Угорською Республікою, Республікою Мальта, Республікою Польща, Республікою Словенія та Словацькою Республікою щодо приєднання Чеської Республіки, Естонської Республіки, Республіки Кіпр, Латвійської Республіки, Литовської Республіки, Угорської Республіки, Республіки Мальта, Республіки Польща, Республіки Словенія та Словацької Республіки до Європейського Союзу.

## Зміст
Договір про приєднання разом з додатковими документами, включно з усіма ратифікаційними грамотамим держав-членів, налічує понад 5000 сторінок, що робить його, можливо, найбільшою міжнародною угодою в історії. Однак сам трактат складається лише з преамбули й трьох додаткових статей. Вони містять такі твердження:
- 10 країн-кандидатів з 1 травня 2004 року стають повноправними членами Європейського Союзу і учасниками договорів, що складають його основу;
- Договір вступить в юридичну силу (набуде чинності), якщо до 30 квітня 2004 року уряду Італійської Республіки будуть подані документи про ратифікацію усіма державами-членами ЄС та принаймні однією державою-кандидатом; в разі нератифікації договору одним або декількома державами-кандидатами все посилання на ці держави будуть вилучені з договору, і тільки інші країни за підсумками приєднаються до ЄС;
- Договір укладено на 11 офіційних мовах ЄС і 9 офіційних мовах держав-учасників, всі мовні версії є в рівній мірі автентичними.

Договір не містить положення про його розірвання. Це означає, що він може бути припинений відповідно до норм міжнародного права. Однак через характер членства в ЄС, вихід з цієї організації був би пов'язаний з необхідністю багатьох коригувань як з боку Союзу, так і з боку держави, що має намір виходу. Ймовірно, необхідно було б укласти спеціальний договір про вихід, як це було в 1985 році в Гренландському договорі.
Всі зміни до вищезазначених договорів вносяться статтями 11-19 частини другої договору про приєднання. Крім перегляду ваги голосів і числа представників держав-членів в усіх європейських інституціях, найбільш помітна зміна стосувалася того, як має здійснюватися голосування кваліфікованою більшістю голосів в Раді Європейського Союзу. Починаючи зі дня ратифікації Афінського договору 1 листопада 2004 року, будь-коли, коли Рада Європи голосує за прийняття рішення кваліфікованою більшістю, це вимагає підтримки як з боку більшості держав-членів, яке водночас являє мінімум 232 з 321 зважених голосів (72,3 %), крім того, ці держави мають представляти не менше як 62 % від загальної чисельності населення Союзу. В протилежному випадку — рішення не приймається.

### Акт про приєднання

Пам'ятна Грецька монета номіналом 10 євро

Невід'ємною частиною договору є акт про приєднання, що містить детальні умови приєднання держави до Союзу. Він складається з 62 статей на мовах офіційних держав-учасників, до нього додаються 18 додатків, 10 протоколів, а також тексти Римських й Маастрихтського договорів і угоди про Євратом. Саме ці документи складають найповнішу частину договору.
- Новоприєднані держави-члени приймають і затверджують усі чинні юридичні угоди ЄС, зокрема правила Шенгенської зони (проте це не передбачає негайного скасовування прикордонного контролю), та, як тільки вимоги будуть виконані, приєднаються до Економічного і монетарного союзу Європейського Союзу;
- Держави-члени зі дня вступу отримають місця в установах ЄС пропорційно чисельності їх населення;
- Упродовж всього 2004 року (першого року після вступу) нові держави-члени будуть платити лише ¾ від щорічних внесків до бюджету Союзу;
- В період 2004-2006 років нові держави-члени отримають кошти з бюджету Європейського Союзу для поліпшення їх бюджетної ліквідності; крім того, Республіка Кіпр, Чеська Республіка, Республіка Мальта і Республіка Словенія отримуватимуть додаткову тимчасову бюджетну компенсацію протягом цього періоду;
- З дня вступу до Союзу і до кінця 2006 року нові держави-члени будуть отримувати фінансову допомогу на реалізацію й імплементацію необхідних законодавчих змін для приведення їх у відповідність до законодавства ЄС; спеціальні засоби в цей період будуть також спрямовані на поліпшення прикордонного контролю на нових зовнішніх кордонах ЄС (за винятком Кіпру, Чехії та Мальти);
- У разі виникнення серйозних труднощів в будь-якому з секторів економіки нової держави-члена, ця країна може звернутися про видачу дозволу на прийняття захисних заходів, спрямованих на усунення цієї проблеми; це правило поширюється також на колишніх членів Союзу протягом 3 років з моменту їх виходу.

Додатки до акта відповідають окремим напрямкам переговорів із країнами-кандидатами. Вони містять перш за все відомості про перехідний період, протягом якого нові держави-члени можуть не приступати до імплементації деяких законодавчих актів і договорів Європейського союзу та Шенгенського простору.
Деякі країни також отримали деяку дерогацію, тобто дозвіл на постійну відмову від реалізації певних законодавчих та інших норм ЄС.

### Додатки
Додатки є спеціальними частинами акта для регулювання законодавчої бази Європейського Союзу, інтеграції в нього нових держав-членів та налагодження спільного функціонування Союзу.
- Додаток I: Інтеграція положень Шенгенського договору в законодавчу базу Європейського Союзу. Передбачалося, що положення Шенгенської угоди можуть стати обов'язковими для нових держав-членів в 2007-2008 роках;
- Додаток II: Технічні зміни вторинного законодавства Європейського Союзу (рішення, директиви, постанови), необхідні для забезпечення їх застосування після приєднання нових держав-членів:
  - 1. Вільне переміщення товарів;
  - 2. Свобода пересування людей;
  - 3. Свобода надання послуг;
  - 4. Корпоративне право;
  - 5. Конкурентна політика;
  - 6. Сільське господарство;
  - 7. Рибальство;
  - 8. Транспортна політика;
  - 9. Податкова політика;
  - 10. Статистика;
  - 11. Соціальна політика та зайнятість;
  - 12. Енергетика;
  - 13. Малі та середні підприємства;
  - 14. Освіта та навчання;
  - 15. Регіональна політика і координація структурних інструментів;
  - 16. Права споживачів і охорона здоров'я;
  - 17. Співпраця у сфері юстиції та внутрішніх справ;
  - 18. Митний союз.
- Додаток III: Необхідні зміни до вторинного законодавства Європейського Союзу внаслідок приєднання нових держав-членів.;
- Додаток IV: Необхідні зміни до основного законодавства Європейського Союзу після вступу нових держав-членів;
- Додаток V: Перехідні періоди для Чеської Республіки;
- Додаток VI: Перехідні періоди для Естонської Республіки;
- Додаток VII: Перехідні періоди для Республіки Кіпр;
- Додаток VIII: Перехідні періоди для Латвійської Республіки;
- Додаток IX: Перехідні періоди для Литовської Республіки;
- Додаток X: Перехідні періоди для Угорщини Республіки;
- Додаток XI: Перехідні періоди для Республіки Мальта;
- Додаток XII: Перехідні періоди для Республіки Польща;
- Додаток XIII: Перехідні періоди для Республіки Словенія;
- Додаток XIV: Перехідні періоди для Словацької Республіки;
- Додаток XV: Ресурси для фінансування бюджетних програм ЄС у нових державах-членах;
- Додаток XVI: Висновок комітетів та робочих груп, створених рамковими угодами та Радою Європи, в яких повноваження нових членів закінчуються одночасно із строком повноважень членів комітету, групи або іншого відповідного органу на момент прийняття і приєднання нової держави-члена;
- Додаток XVII: Висновок комітетів та робочих груп, створених Європейською Комісією, в яких повноваження нових членів закінчуються одночасно з повноваженнями членів комітету, групи або іншого відповідного органу на момент вступу нової держави-члена;
- Додаток XVIII: Список комітетів, склад яких буде повністю оновлений після вступу нової держави-члена.

### Протоколи
Протоколи є спеціальними частинами акта для регулювання певних внутрішніх питань нових держав-членів, таких як Ігналінська АЕС в Литві або сталеливарна промисловість в Польщі та Чехії.

### Завершальний акт
Завершальний акт формально не є частиною договору, але додані до нього 44 заяви можуть вплинути на його тлумачення. Він містить заяви урядів держав-членів і країн-кандидатів, заяву-декларацію Європейської комісії щодо їх приєднання до Європейського Союзу, а також угоду щодо обміну інформацією і процедури консультацій в період між підписанням Договору про приєднання і набуттям його чинності, що додається до акту без додаткових заяв.
В завершальному акті також є дві декларації, що були прийняті спільно всіма 25 країнами-членами, а саме: декларація єдиної Європи, в якій, серед іншого, згадувалося про намір прийняти Болгарію та Румунію до складу Європейського Союзу у 2007 році, та спільна декларація Європейського Суду справедливості щодо можливості збільшення числа генеральних адвокатів Європейського суду.

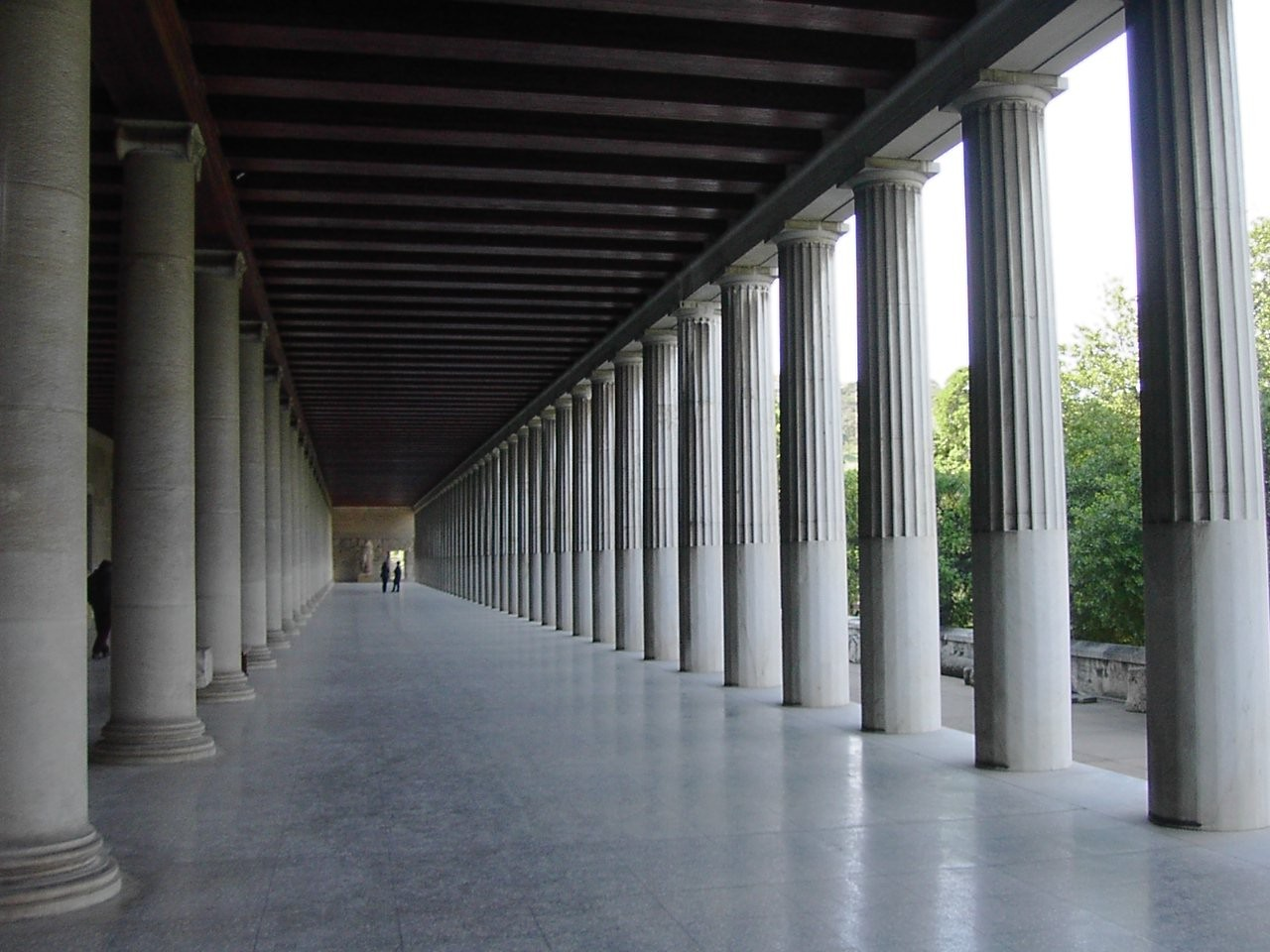
Місце підписання договору: реконструйована древня Стоя Аттала, в Афінах, Греція.

## Історія
Ніццький договір, який набув чинності 1 лютого 2003 року, вніс необхідні поправки до Договору про Європейський Союз з метою його розширення у 2004 році. В цілому 13 держав подали заявки на членство і переговори почалися з дванадцятьма з них (Туреччина розпочала переговори тільки у 2005 році). Однак з цих дванадцяти тільки десять мали бути охоплені Договором про приєднання і, в кінцевому підсумку, стати частиною ЄС. Болгарія і Румунія недостатньо просунулися в переговорах про членство і тому були виключені з програми співпраці для майбутніх членів до 2007 року. Підписання договору главами держав-кандидатів і урядів ЄС відбулося в столиції Греції Афінах 16 квітня 2003 року.
Підписаний договір про розширення набув чинності 1 травня 2004 року й являв собою найбільше розширення Європейського Союзу в історії як з числа нових держав-членів, так і з огляду на зростання (збільшення) чисельності його населення. Число держав-членів зросло з 15 до 25, що також спричинило велику кількість нових вимог до змін в законодавстві і реформування процесу прийняття рішень в рамках самого Союзу. Крім іншого, договір про приєднання означав, що більше число рішень в Раді Європи зможе прийматися кваліфікованою більшістю, а не одноголосно.

### Підписи
|                                          |                                            |                                            |                                        |                                                |                                        |                                                |                                             |                                           |
| Бельгія Прем'єр-міністр Гі Вергофстадт   | Кіпр Президент Тассос Пападопулос          | Данія Прем'єр-міністр Андерс Фог Расмуссен | Естонія Прем'єр-міністр Юган Партс     | Фінляндія Прем'єр-міністр Пааво Ліппонен       | Франція Президент Жак Ширак            | Греція Прем'єр-міністр Костас Симітіс          | Ірландія Прем'єр-міністр Берті Агерн        | Італія Прем'єр-міністр Сільвіо Берлусконі |
|                                          |                                            |                                            |                                        |                                                |                                        |                                                |                                             |                                           |
| Латвія Прем'єр-міністр Ейнар Репше       | Литва Прем'єр-міністр Альгірдас Бразаускас | Люксембург Прем'єр-міністр Жан-Клод Юнкер  | Мальта Прем'єр-міністр Лоренс Гонзі    | Нідерланди Прем'єр-міністр Ян Петер Балкененде | Польща Прем'єр-міністр Лешек Міллер    | Португалія Прем'єр-міністр Жозе Мануел Баррозу | Словаччина Прем'єр-міністр Мікулаш Дзурінда | Словенія Прем'єр-міністр Антон Роп        |
|                                          |                                            |                                            |                                        |                                                |                                        |                                                |                                             |                                           |
| Іспанія Прем'єр-міністр Хосе Марія Аснар | Велика Британія Прем'єр-міністр Тоні Блер  | Швеція Прем'єр-міністр Ганс Йоран Перссон  | Чехія Прем'єр-міністр Володимир Шпідла | Німеччина Канцлер Герхард Шредер               | Угорщина Прем'єр-міністр Петер Медьєші | Австрія Канцлер Вольфганг Шюссель              |                                             |                                           |

## Ратифікація
Для набуття чинності договір про приєднання повинен бути ратифікований відповідно до конституційних вимог країни в усіх державах-членах Європейського Союзу й державою-кандидатом, для безпосередньо включення її до складу Союзу. Дев'ять з десяти країн-кандидатів вирішили провести референдуми на рахунок необхідності приєднання до ЄС. Всі дев'ять референдумів у підсумку продемонстрували згоду населення відповідних країн на членство. В середньому понад 75 % учасників голосувань підтримали приєднання, а найменший відсоток голосів за членство дали громадяни Мальти: приєднання до ЄС підтримали лише 54 % учасників референдуму.
Республіка Кіпр була єдиною державою-кандидатом, яка вирішила не проводити референдум про своє членство в Європейському Союзі. Замість цього в 2004 році було проведено референдум про возз'єднання острова, який був розділений з 1970-х років за підсумками Кіпрського конфлікту. Більшість кіпріотів-турків проголосувало за возз'єднання, більшість кіпріотів-греків же навпаки — проголосувало проти. Щоб возз'єднатися, обидві сторони повинні були підтримати возз'єднання. В результаті був створений спеціальний протокол, доданий до договору про приєднання, який роз'яснював правила, які будуть застосовуватися чи не застосовуватися до тих частин Кіпру, які не перебувають під контролем визнаного (південного) Кіпрського уряду.
Після підписання і ратифікації договір та всі додаткові документи були передані на зберігання Італійському уряду в Римі, як і інші аналогічні договори ЄС, а кожна держава-член отримала нотаріально завірену копію договору.

### Процес ратифікації
| Європейський Союз |  | 04-16-2003             |                        | 04-16-2003             |                        | не обов'язково |  | не обов'язково |  |     |    |    |  |
| ----------------- |  | ---------------------- | ---------------------- | ---------------------- | ---------------------- | -------------- |  | -------------- |  | --- | -- | -- |  |
|                   |  | Європейська рада       | Європейська рада       | Європейська рада       | Європейська рада       | Затверджено    |  | 04-16-2003     |  | 15  | 0  | 0  |  |
|                   |  | Європейський парламент | Європейський парламент | Європейський парламент | Європейський парламент | Затверджено    |  | 04-09-2003     |  | 458 | 68 | 41 |  |

| Бельгія |  | 04-16-2003                           |                                      | 12-04-2003                           |                                      | 01-16-2003  |  | 03-29-2004 |  |     |   |    |  |
| ------- |  | ------------------------------------ | ------------------------------------ | ------------------------------------ | ------------------------------------ | ----------- |  | ---------- |  | --- | - | -- |  |
|         |  | Палата представників                 | Палата представників                 | Палата представників                 | Палата представників                 | Затверджено |  | 12-04-2003 |  | 119 | 0 | 17 |  |
|         |  | Сенат                                | Сенат                                | Сенат                                | Сенат                                | Затверджено |  | 10-23-2003 |  | 52  | 0 | 8  |  |
|         |  | Брюссельський регіональний парламент | Брюссельський регіональний парламент | Брюссельський регіональний парламент | Брюссельський регіональний парламент | Затверджено |  | 11-28-2003 |  | 64  | 0 | 5  |  |
|         |  | Брюссельська об'єднана асамблея      | Брюссельська об'єднана асамблея      | Брюссельська об'єднана асамблея      | Брюссельська об'єднана асамблея      | Затверджено |  | 12-18-2003 |  | 65  | 0 | 7  |  |
|         |  | Фламандський регіональний парламент  | Фламандський регіональний парламент  | Фламандський регіональний парламент  | Фламандський регіональний парламент  | Затверджено |  | 03-03-2004 |  | 90  | 0 | 20 |  |
|         |  | Парламент фламандської громади       | Парламент фламандської громади       | Парламент фламандської громади       | Парламент фламандської громади       | Затверджено |  | 03-03-2004 |  | 93  | 0 | 21 |  |
|         |  | Парламент німецької громади          | Парламент німецької громади          | Парламент німецької громади          | Парламент німецької громади          | Затверджено |  | 12-09-2003 |  | 71  | 0 | 0  |  |
|         |  | Французька громадська комісія        | Французька громадська комісія        | Французька громадська комісія        | Французька громадська комісія        | Затверджено |  | 12-05-2003 |  | 54  | 0 | 1  |  |
|         |  | Парламент німецької громади          | Парламент німецької громади          | Парламент німецької громади          | Парламент німецької громади          | Затверджено |  | 01-19-2004 |  | 23  | 0 | 0  |  |
|         |  | Регіональний парламент Валлонії      | Регіональний парламент Валлонії      | Регіональний парламент Валлонії      | Регіональний парламент Валлонії      | Затверджено |  | 01-27-2004 |  | 54  | 0 | 0  |  |
|         |  | Регіональний парламент Валлонії      | Регіональний парламент Валлонії      | Регіональний парламент Валлонії      | Регіональний парламент Валлонії      | Затверджено |  | 01-27-2004 |  | 53  | 0 | 1  |  |

| Кіпр |  | 04-16-2003           |                      | 07-14-2003           |                      | 07-15-2003  |  | 08-06-2003 |  |    |   |   |  |
| ---- |  | -------------------- | -------------------- | -------------------- | -------------------- | ----------- |  | ---------- |  | -- | - | - |  |
|      |  | Палата представників | Палата представників | Палата представників | Палата представників | Затверджено |  | 07-14-2003 |  | 56 | 0 | 0 |  |

| Данія |  | 04-16-2003 |            | 06-04-2003 |            | 06-10-2003  |  | 06-11-2003 |  |    |   |    |  |
| ----- |  | ---------- | ---------- | ---------- | ---------- | ----------- |  | ---------- |  | -- | - | -- |  |
|       |  | Фолькетинг | Фолькетинг | Фолькетинг | Фолькетинг | Затверджено |  | 06-04-2003 |  | 96 | 0 | 15 |  |

| Естонія |  | 04-16-2003 |            | 01-21-2004 |            | 02-09-2004  |  | 03-04-2004 |  |      |      |      |  |
| ------- |  | ---------- | ---------- | ---------- | ---------- | ----------- |  | ---------- |  | ---- | ---- | ---- |  |
|         |  | Референдум | Референдум | Референдум | Референдум | Затверджено |  | 09-14-2003 |  | 67 % | 33 % | 64 % |  |
|         |  | Рійгікогу  | Рійгікогу  | Рійгікогу  | Рійгікогу  | Затверджено |  | 01-21-2003 |  | 77   | 0    | 0    |  |

| Фінляндія         |  | 04-16-2003 |         | 12-15-2003 |         | 12-19-2003  |  | 12-23-2003 |  |                 |  |  |  |
| ----------------- |  | ---------- | ------- | ---------- | ------- | ----------- |  | ---------- |  | --------------- |  |  |  |
|                   |  | Риксдаг    | Риксдаг | Риксдаг    | Риксдаг | Затверджено |  | 12-15-2003 |  | Без голосування |  |  |  |
| Аландські острови |  | Лагтинг    | Лагтинг | Лагтинг    | Лагтинг | Затверджено |  | 12-17-2003 |  | Без голосування |  |  |  |

| Франція |  | 04-16-2003           |                      | 12-10-2003           |                      | 12-19-2003  |  | 02-26-2004 |  |     |   |    |  |
| ------- |  | -------------------- | -------------------- | -------------------- | -------------------- | ----------- |  | ---------- |  | --- | - | -- |  |
|         |  | Національна асамблея | Національна асамблея | Національна асамблея | Національна асамблея | Затверджено |  | 11-26-2003 |  | 505 | 3 | 19 |  |
|         |  | Сенат                | Сенат                | Сенат                | Сенат                | Затверджено |  | 12-10-2003 |  | 280 | 1 | 7  |  |

| Греція |  | 04-16-2003 |           | 02-10-2004 |           | 02-26-2004  |  | 04-13-2004 |  |                 |  |  |  |
| ------ |  | ---------- | --------- | ---------- | --------- | ----------- |  | ---------- |  | --------------- |  |  |  |
|        |  | Парламент  | Парламент | Парламент  | Парламент | Затверджено |  | 02-10-2004 |  | Без голосування |  |  |  |

| Ірландія |  | 04-16-2003 |            | 11-27-2003 |            | 12-03-2003  |  | 12-18-2003 |  |                 |  |  |  |
| -------- |  | ---------- | ---------- | ---------- | ---------- | ----------- |  | ---------- |  | --------------- |  |  |  |
|          |  | Ерахтас    | Ерахтас    | Ерахтас    | Ерахтас    | Затверджено |  | 11-27-2003 |  | Без голосування |  |  |  |
|          |  | Шенад Ерен | Шенад Ерен | Шенад Ерен | Шенад Ерен | Затверджено |  | 11-06-2003 |  | Без голосування |  |  |  |

| Італія |  | 04-16-2003       |                  | 12-11-2003       |                  | 12-24-2003  |  | 02-26-2003 |  |                 |   |   |  |
| ------ |  | ---------------- | ---------------- | ---------------- | ---------------- | ----------- |  | ---------- |  | --------------- | - | - |  |
|        |  | Палата депутатів | Палата депутатів | Палата депутатів | Палата депутатів | Затверджено |  | 12-02-2003 |  | 421             | 0 | 2 |  |
|        |  | Сенат            | Сенат            | Сенат            | Сенат            | Затверджено |  | 12-11-2003 |  | Без голосування |   |   |  |

| Латвія |  | 04-16-2003 |            | 10-02-2003 |            | 11-12-2003  |  | 12-17-2003 |  |      |      |      |  |
| ------ |  | ---------- | ---------- | ---------- | ---------- | ----------- |  | ---------- |  | ---- | ---- | ---- |  |
|        |  | Референдум | Референдум | Референдум | Референдум | Затверджено |  | 09-20-2003 |  | 67 % | 32 % | 73 % |  |
|        |  | Сейм       | Сейм       | Сейм       | Сейм       | Затверджено |  | 10-02-2003 |  | 91   | 4    | 0    |  |

| Литва |  | 04-16-2003 |            | 09-16-2003 |            | 09-26-2003  |  | 10-10-2003 |  |      |     |      |  |
| ----- |  | ---------- | ---------- | ---------- | ---------- | ----------- |  | ---------- |  | ---- | --- | ---- |  |
|       |  | Референдум | Референдум | Референдум | Референдум | Затверджено |  | 05-11-2003 |  | 91 % | 9 % | 56 % |  |
|       |  | Сейм       | Сейм       | Сейм       | Сейм       | Затверджено |  | 09-16-2003 |  | 84   | 2   | 1    |  |

| Люксембург |  | 04-16-2003       |                  | 02-10-2004       |                  | 03-08-2004  |  | 03-31-2004 |  |    |   |   |  |
| ---------- |  | ---------------- | ---------------- | ---------------- | ---------------- | ----------- |  | ---------- |  | -- | - | - |  |
|            |  | Палата депутатів | Палата депутатів | Палата депутатів | Палата депутатів | Затверджено |  | 02-10-2004 |  | 60 | 0 | 0 |  |

| Мальта |  | 04-16-2003 |            | 07-14-2003 |            | 07-16-2003  |  | 07-29-2003 |  |      |      |      |  |
| ------ |  | ---------- | ---------- | ---------- | ---------- | ----------- |  | ---------- |  | ---- | ---- | ---- |  |
|        |  | Референдум | Референдум | Референдум | Референдум | Затверджено |  | 03-08-2003 |  | 54 % | 46 % | 91 % |  |
|        |  | Парламент  | Парламент  | Парламент  | Парламент  | Затверджено |  | 07-14-2003 |  | 34   | 25   | 0    |  |

| Нідерланди |  | 04-16-2003           |                      | 11-25-2004           |                      | 02-12-2004  |  | 04-21-2004 |  |                     |  |  |  |
| ---------- |  | -------------------- | -------------------- | -------------------- | -------------------- | ----------- |  | ---------- |  | ------------------- |  |  |  |
|            |  | Палата представників | Палата представників | Палата представників | Палата представників | Затверджено |  | 11-25-2004 |  | Sign_language_A.svg |  |  |  |
|            |  | Сенат                | Сенат                | Сенат                | Сенат                | Затверджено |  | 02-10-2004 |  | Sign_language_A.svg |  |  |  |

| Польща |  | 04-16-2003 |            | 06-08-2003 |            | 07-23-2003  |  | 08-05-2003 |  |      |      |      |  |
| ------ |  | ---------- | ---------- | ---------- | ---------- | ----------- |  | ---------- |  | ---- | ---- | ---- |  |
|        |  | Референдум | Референдум | Референдум | Референдум | Затверджено |  | 06-08-2003 |  | 77 % | 23 % | 59 % |  |

| Португалія |  | 04-16-2003          |                     | 10-03-2003          |                     | 12-22-2003  |  | 02-19-2004 |  |     |   |   |  |
| ---------- |  | ------------------- | ------------------- | ------------------- | ------------------- | ----------- |  | ---------- |  | --- | - | - |  |
|            |  | Асамблея Республіки | Асамблея Республіки | Асамблея Республіки | Асамблея Республіки | Затверджено |  | 10-03-2003 |  | 169 | 0 | 7 |  |

| Словаччина |  | 04-16-2003       |                  | 07-01-2003       |                  | 10-09-2004  |  | 10-09-2004 |  |      |     |      |  |
| ---------- |  | ---------------- | ---------------- | ---------------- | ---------------- | ----------- |  | ---------- |  | ---- | --- | ---- |  |
|            |  | Референдум       | Референдум       | Референдум       | Референдум       | Затверджено |  | 05-17-2003 |  | 92 % | 6 % | 52 % |  |
|            |  | Національна рада | Національна рада | Національна рада | Національна рада | Затверджено |  | 07-01-2003 |  | 129  | 11  | 1    |  |

| Словенія |  | 04-16-2003           |                      | 01-28-2004           |                      | 02-06-2004  |  | 03-12-2004 |  |      |      |      |  |
| -------- |  | -------------------- | -------------------- | -------------------- | -------------------- | ----------- |  | ---------- |  | ---- | ---- | ---- |  |
|          |  | Референдум           | Референдум           | Референдум           | Референдум           | Затверджено |  | 03-23-2003 |  | 90 % | 10 % | 60 % |  |
|          |  | Національна асамблея | Національна асамблея | Національна асамблея | Національна асамблея | Затверджено |  | 01-28-2004 |  | 80   | 0    | 4    |  |

| Іспанія |  | 04-16-2003        |                   | 10-14-2003        |                   | 11-10-2003  |  | 11-26-2003 |  |     |   |   |  |
| ------- |  | ----------------- | ----------------- | ----------------- | ----------------- | ----------- |  | ---------- |  | --- | - | - |  |
|         |  | Конгрес депутатів | Конгрес депутатів | Конгрес депутатів | Конгрес депутатів | Затверджено |  | 09-25-2003 |  | 291 | 1 | 1 |  |
|         |  | Сенат             | Сенат             | Сенат             | Сенат             | Затверджено |  | 10-14-2003 |  | 189 | 0 | 0 |  |

| Велика Британія |  | 04-16-2003    |               | 11-11-2003    |               | 11-13-2003  |  | 12-18-2003 |  |                 |  |  |  |
| --------------- |  | ------------- | ------------- | ------------- | ------------- | ----------- |  | ---------- |  | --------------- |  |  |  |
|                 |  | Палата громад | Палата громад | Палата громад | Палата громад | Затверджено |  | 11-11-2003 |  | Без голосування |  |  |  |
|                 |  | Палата лордів | Палата лордів | Палата лордів | Палата лордів | Затверджено |  | 11-04-2003 |  | Без голосування |  |  |  |

| Швеція |  | 04-16-2003 |         | 12-17-2003 |         | 12-18-2003  |  | 02-11-2004 |  |                 |  |  |  |
| ------ |  | ---------- | ------- | ---------- | ------- | ----------- |  | ---------- |  | --------------- |  |  |  |
|        |  | Риксдаг    | Риксдаг | Риксдаг    | Риксдаг | Затверджено |  | 12-17-2003 |  | Без голосування |  |  |  |

| Чехія |  | 04-16-2003 |            | 06-14-2003 |            | 09-30-2003  |  | 11-03-2003 |  |      |      |      |  |
| ----- |  | ---------- | ---------- | ---------- | ---------- | ----------- |  | ---------- |  | ---- | ---- | ---- |  |
|       |  | Референдум | Референдум | Референдум | Референдум | Затверджено |  | 06-14-2003 |  | 77 % | 23 % | 55 % |  |

| Німеччина |  | 04-16-2003 |           | 07-11-2003 |           | 09-18-2003  |  | 11-27-2003 |  |     |   |   |  |
| --------- |  | ---------- | --------- | ---------- | --------- | ----------- |  | ---------- |  | --- | - | - |  |
|           |  | Бундестаг  | Бундестаг | Бундестаг  | Бундестаг | Затверджено |  | 07-03-2003 |  | 575 | 1 | 4 |  |
|           |  | Бундесрат  | Бундесрат | Бундесрат  | Бундесрат | Затверджено |  | 07-11-2003 |  | 69  | 0 | 0 |  |

| Угорщина |  | 04-16-2003           |                      | 12-15-2003           |                      | 12-15-2003  |  | 12-23-2003 |  |      |      |      |  |
| -------- |  | -------------------- | -------------------- | -------------------- | -------------------- | ----------- |  | ---------- |  | ---- | ---- | ---- |  |
|          |  | Референдум           | Референдум           | Референдум           | Референдум           | Затверджено |  | 04-12-2003 |  | 84 % | 16 % | 46 % |  |
|          |  | Національна асамблея | Національна асамблея | Національна асамблея | Національна асамблея | Затверджено |  | 12-15-2003 |  | 353  | 0    | 0    |  |

| Австрія |  | 04-16-2003   |              | 12-08-2003   |              | 12-19-2003  |  | 12-23-2003 |  |     |   |   |  |
| ------- |  | ------------ | ------------ | ------------ | ------------ | ----------- |  | ---------- |  | --- | - | - |  |
|         |  | Національрат | Національрат | Національрат | Національрат | Затверджено |  | 12-03-2003 |  | 178 | 2 | 0 |  |
|         |  | Бундесрат    | Бундесрат    | Бундесрат    | Бундесрат    | Затверджено |  | 12-08-2003 |  | 60  | 2 | 0 |  |

## Хронологія договорів ЄС
| Підписаний Діє з Документ      | 1948 Брюссельський договір                                         | 1951 1952 Паризький договір                                                       | 1954 1955 Поправки до Брюссельського договору                                     | 1957 1958 Римські договори                                                        | 1965 1967 Договір злиття                        | 1975 Н/Д Висновки Європейської ради             | 1985 Шенгенська угода                         | 1986 1987 Єдиний європейський акт             | 1992 1993 Маастрихтський договір              | 1992 1993 Маастрихтський договір | 1997 1999 Амстердамський договір | 2001 2003 Ніццький договір | 2007 2009 Лісабонська угода | 2007 2009 Лісабонська угода |  |  |  |  |  |  |  |
|                                |                                                                    |                                                                                   |                                                                                   |                                                                                   |                                                 |                                                 |                                               |                                               |                                               |                                  |                                  |                            |                             |                             |  |  |  |  |  |  |  |
| Підвалини Європейського Союзу: |                                                                    |                                                                                   |                                                                                   |                                                                                   |                                                 |                                                 |                                               |                                               |                                               |                                  |                                  |                            |                             |                             |  |  |  |  |  |  |  |
| Європейські спільноти          |                                                                    |                                                                                   |                                                                                   |                                                                                   |                                                 |                                                 |                                               |                                               |                                               |                                  |                                  |                            |                             |                             |  |  |  |  |  |  |  |
|                                | Європейська спільнота з атомної енергії (Євратом)                  |                                                                                   |                                                                                   |                                                                                   |                                                 |                                                 |                                               |                                               |                                               |                                  |                                  |                            |                             |                             |  |  |  |  |  |  |  |
|                                |                                                                    |                                                                                   | Європейська спільнота з вугілля та сталі (ЄСВС)                                   | Європейська спільнота з вугілля та сталі (ЄСВС)                                   | Європейська спільнота з вугілля та сталі (ЄСВС) | Європейська спільнота з вугілля та сталі (ЄСВС) | Термін дії договору минув у 2002 р.           | Термін дії договору минув у 2002 р.           | Термін дії договору минув у 2002 р.           |                                  | Європейський Союз (ЄС)           | Європейський Союз (ЄС)     |                             |                             |  |  |  |  |  |  |  |
|                                |                                                                    |                                                                                   | Європейська економічна спільнота (ЄЕС)                                            |                                                                                   |                                                 |                                                 |                                               |                                               |                                               |                                  | Європейський Союз (ЄС)           | Європейський Союз (ЄС)     |                             |                             |  |  |  |  |  |  |  |
|                                |                                                                    |                                                                                   |                                                                                   | Шенгенська угода                                                                  |                                                 |                                                 | Європейська спільнота (ЄС)                    | Європейська спільнота (ЄС)                    |                                               |                                  | Європейський Союз (ЄС)           | Європейський Союз (ЄС)     |                             |                             |  |  |  |  |  |  |  |
|                                |                                                                    | Співробітництво TREVI (тероризм, радикалізм, екстремізм та міжнародне насильство) | Співробітництво TREVI (тероризм, радикалізм, екстремізм та міжнародне насильство) | Співробітництво TREVI (тероризм, радикалізм, екстремізм та міжнародне насильство) | Правосуддя та внутрішні справи                  |                                                 | Європейська спільнота (ЄС)                    | Європейська спільнота (ЄС)                    |                                               |                                  | Європейський Союз (ЄС)           | Європейський Союз (ЄС)     |                             |                             |  |  |  |  |  |  |  |
|                                | Співробітництво між поліцією та правосуддям у кримінальних справах | Співробітництво TREVI (тероризм, радикалізм, екстремізм та міжнародне насильство) | Співробітництво TREVI (тероризм, радикалізм, екстремізм та міжнародне насильство) | Співробітництво TREVI (тероризм, радикалізм, екстремізм та міжнародне насильство) | Правосуддя та внутрішні справи                  |                                                 |                                               |                                               |                                               |                                  | Європейський Союз (ЄС)           | Європейський Союз (ЄС)     |                             |                             |  |  |  |  |  |  |  |
|                                |                                                                    |                                                                                   |                                                                                   |                                                                                   | Європейська політична співпраця                 | Спільна зовнішня та безпекова політика (СЗБП)   | Спільна зовнішня та безпекова політика (СЗБП) | Спільна зовнішня та безпекова політика (СЗБП) | Спільна зовнішня та безпекова політика (СЗБП) |                                  | Європейський Союз (ЄС)           | Європейський Союз (ЄС)     |                             |                             |  |  |  |  |  |  |  |
| Неконсолідовані органи         | Неконсолідовані органи                                             | Західноєвропейський союз (ЗЄС)                                                    | Західноєвропейський союз (ЗЄС)                                                    | Західноєвропейський союз (ЗЄС)                                                    | Західноєвропейський союз (ЗЄС)                  | Західноєвропейський союз (ЗЄС)                  | Західноєвропейський союз (ЗЄС)                |                                               |                                               |                                  |                                  | Європейський Союз (ЄС)     |                             |                             |  |  |  |  |  |  |  |
| Неконсолідовані органи         | Неконсолідовані органи                                             | Західноєвропейський союз (ЗЄС)                                                    | Західноєвропейський союз (ЗЄС)                                                    | Західноєвропейський союз (ЗЄС)                                                    | Західноєвропейський союз (ЗЄС)                  | Західноєвропейський союз (ЗЄС)                  | Західноєвропейський союз (ЗЄС)                | Припинив існування у 2011 р.                  |                                               |                                  |                                  |                            |                             |                             |  |  |  |  |  |  |  |
|                                |                                                                    |                                                                                   |                                                                                   |                                                                                   |                                                 |                                                 |                                               |                                               |                                               |                                  |                                  |                            |                             |                             |  |  |  |  |  |  |  |